# Unione Sportiva Avellino 1960-1961
Questa pagina raccoglie le informazioni riguardanti l'Unione Sportiva Avellino nelle competizioni ufficiali della stagione 1960-1961.

## Rosa
| N. |                   | Ruolo | Calciatore\|          |
| -- | ----------------- | ----- | --------------------- |
|    | Italia (bandiera) | P     | Giuseppe Biondi       |
|    | Italia (bandiera) | P     | Matteo Spadafora      |
|    | Italia (bandiera) | P     | Nino Totis            |
|    | Italia (bandiera) | D     | Germano Da Dalto      |
|    | Italia (bandiera) | D     | Luigi De Falco        |
|    | Italia (bandiera) | D     | Egidio Foletto        |
|    | Italia (bandiera) | D     | Elio Grappone         |
|    | Italia (bandiera) | D     | Carlo Manghi          |
|    | Italia (bandiera) | D     | Eugenio Mauri         |
|    | Italia (bandiera) | C     | Gerardo Amaniera      |
|    | Italia (bandiera) | C     | Alberto Bazzarini     |
|    | Italia (bandiera) | C     | Ferdinando Del Gaudio |
|    | Italia (bandiera) | C     | Elvio Ferrato         |

| N. |                   | Ruolo | Calciatore             |
| -- | ----------------- | ----- | ---------------------- |
|    | Italia (bandiera) | C     | Gianni Fida (capitano) |
|    | Italia (bandiera) | C     | Giovanni Galeone       |
|    | Italia (bandiera) | C     | Antonio Galli          |
|    | Italia (bandiera) | C     | Oreste Poggio          |
|    | Italia (bandiera) | C     | Romano Storchi         |
|    | Italia (bandiera) | C     | Luigi Traverso         |
|    | Italia (bandiera) | A     | Vincenzo Assanti       |
|    | Italia (bandiera) | A     | Oscar Cerqueni         |
|    | Italia (bandiera) | A     | Romano Sciarretta      |
|    | Italia (bandiera) |       | Renato Belloni         |
|    | Italia (bandiera) |       | Mario D'Ambrosio       |
|    | Italia (bandiera) |       | Del Duca               |